# Belemnopsis
Belemnopsis – wymarły rodzaj belemnitów z rzędu Belemnopsina. Żył w okresie jurajskim.
Opis
Wśród znajdywanych skamieniałości tego rodzaju dominują rostra. Przeważnie są to rostra o charakterystycznym lekko spłaszczonym kształcie i przekrojem poprzecznym nerkowatym. Posiadają podwójne linie boczne i bardzo długi kanał alweolarny w rostrum. Bruzda brzuszna długa, dochodzi prawie do wierzchołka.
Znaczenie:
Skamieniałości różnych gatunków Belemnopsis  są skamieniałościami pomocniczymi w datowaniu jury środkowej.
Tryb życia:
Morski nekton
Występowanie:
Rodzaj kosmopolityczny, liczny w Europie środkowej, występuje licznie na Antarktydzie i Argentynie, stwierdzony rzadziej w: Alasce, Indonezji, Nowej Zelandii. Występuje również w Polsce, w odsłonięciach jury Wyżyny Krakowsko-Częstochowskiej i w Gór Świętokrzyskich.
Zasięg wiekowy
Środkowa jura
Wybrane gatunki o dużej wartości stratygraficznej:
- Belemnopsis keari
- Belemnopsis annae
- Belemnopsis fusiformis